# Woodland Mills
Woodland Mills – miasto w Stanach Zjednoczonych, w stanie Tennessee, w hrabstwie Obion.